# Угорська окупація югославських земель
Угорська окупація югославських земель — угорське загарбання з наступним приєднанням до Угорщини частини території Королівства Югославії, а саме: Бачки, Барані, Меджимур'я та Прекмур'я. Відбулося під час Другої світової війни, тривало з 1941 до 1944.

## Передумови

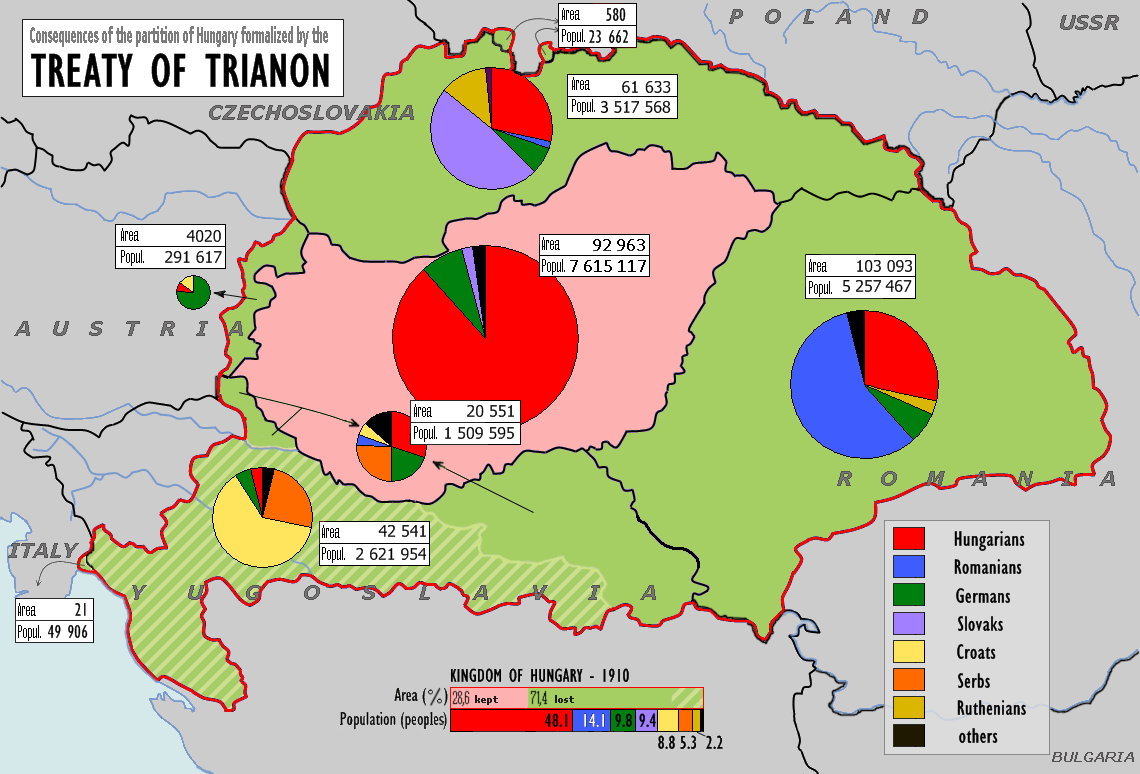
Карта, що показує різницю між кордонами Угорщини до і після Тріанонського договору. Тодішнє Угорське королівство виділено зеленим, автономну Хорватію і Славонію — сірим. Діаграми населення спираються на дані угорського перепису 1910 року.

Після завершення Першої світової війни на Паризькій мирній конференції держави Антанти з огляду на розпад Австро-Угорщини підписали з Угорщиною Тріанонський договір, який, серед іншого, визначав кордон між Угорщиною та новоствореним Королівством сербів, хорватів і словенців (перейменованим на Королівство Югославія у 1929 році). Договір розділив раніше керовані Угорщиною області Банат, Бачка і Бараня між Угорщиною, КСХС і Румунією та передав Меджимурський край і близько двох третин області Прекмур'є від Угорщини до КСХС. У районах, що ввійшли в КСХС, залишилася значна кількість угорців і фольксдойчів. У проміжку з 1918 по 1924 рік в Угорщину з територій, переданих в Югославію, було депортовано 44 903 угорці (в тому числі 8 511 державних службовців), у той самий час югославський уряд переселив у Бачку і Бараню близько 10 000 югославських військових поселенців, так званих «салоніцьких добровольців» (сербохорв. Solunski dobrovoljci), здебільшого сербів. У міжвоєнний період Угорщина ратувала за перегляд установлених Тріанонським договором кордонів, а відносини між двома країнами залишалися складними. 22 серпня 1938 Чехословаччина, Румунія і Югославія погодилися на перегляд Тріанону, що дозволило Угорщині переозброїтися.

## Історія

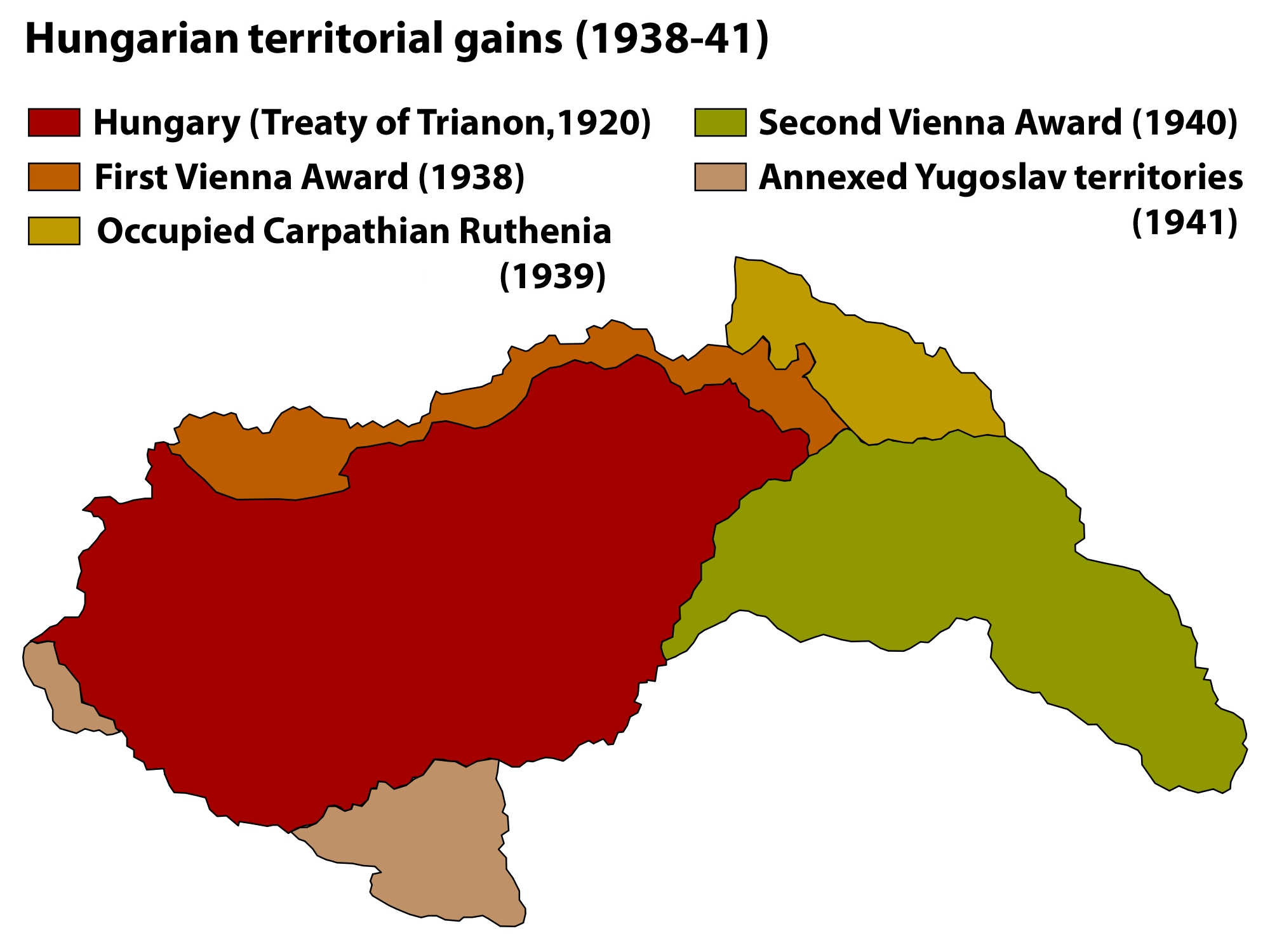
Територіальні здобутки Угорщини в 1938-41. Окуповані з подальшим приєднанням частини Югославії показано світло-коричневим кольором на півдні (Бачка і Бараня) та на заході (Меджимур'є і Прекмур'є).

Усі ці території перебували до 1920 року під угорським урядуванням і були передані Югославії у рамках післявоєнного Тріанонського договору. Нині вони входять до кількох держав: югославська Бачка тепер є частиною Воєводини, яка у свою чергу є автономним краєм незалежної Сербії, югославська Бараня і Меджимур'є входять до складу сучасної Хорватії, а югославське Прекмур'є належить до нинішньої Словенії. 
Окупація почалася 11 квітня 1941, коли 80-тисячна угорська армія перейшла югославський кордон на підтримку вторгнення в Югославію держав Осі на чолі з Німеччиною, яке розпочалося п'ятьма днями раніше. У Воєводині сербські нерегулярні формування четників учинили деякий опір угорським військам, але під цей час уже було зламано оборону Королівської югославської армії. Угорським військам опосередковано сприяли місцеві фольксдойчі — німецька меншина в Югославії, яка створила ополчення і роззброїла близько 90 000 югославських військовослужбовців. Попри виключно спорадичний опір угорські війська в ході цих початкових військових дій вбили багато мирних жителів, у тому числі деяких «фольксдойче». Уряд новоствореної маріонеткової держави Осі Незалежної держави Хорватія невдовзі погодився на угорську анексію Меджимур'я, що стривожило хорватське населення цієї області.
Окупаційна влада відразу ж поділила населення Бачки і Барані на тих, які жили в цих краях, коли вони востаннє були під угорським правлінням у 1920 році, та на переважно сербських поселенців, які прибули сюди, відколи ці райони стали частиною Югославії. Вчений-експерт у галузі міжнародного права, професор Рафаель Лемкін, який увів у вжиток слово «геноцид» на позначення «знищення нації або етнічної групи», описував політику, що проводила угорська влада на окупованих територіях, як «геноцидарну». Лемкін твердив, що «геноцидарна» політика — це така, що спрямована на знищення політичного, соціального, культурного, релігійного і економічного існування та мови людей, які живуть на окупованих територіях. Угорські окупанти почали зганяти тисячі місцевих сербів у концтабори і виселяли їх у Незалежну державу Хорватія, окуповану Італією Чорногорію та окуповану німцями Сербію. Кінець кінцем, десятки тисяч сербів було депортовано з окупованих територій. Услід за цим почалося здійснення політики мадяризації політичного, суспільного і економічного життя на окупованих територіях, яка включала переселення угорців і секеїв з інших частини Угорщини. Мадяризація не торкнулася фольксдойчів, які під угорським правлінням набули особливого статусу, а у Прекмур'ї угорська влада була більш поблажливою до етнічних словенців. 
Дрібний збройний опір угорським окупантам розпочався у другій половині 1941 у відповідь на жорстокі заходи, що включали і масові страти, вигнання та інтернування. Заворушення здебільшого зосереджувалося в етнічно-сербській місцевості південної Бачки — районі Шайкашка, де угорські війська помстилися за свої втрати. У серпні 1941 управління «відвойованими південними територіями» (угор. Délvidék) взяла на себе цивільна адміністрація, і в грудні вони були офіційно приєднані до Угорщини. У січні 1942 року угорські військовики провели рейди, під час яких знищили понад 3 300 осіб, здебільшого сербів і євреїв.
У березні 1944 року, коли Угорщина збагнула, що вона на стороні тих, хто програє війну, та заходилася вести перемовини із союзницькими державами, Німеччина в ході операції «Маргарет I» перебрала на себе владу в Угорщині, в тому числі і на її приєднаних територіях. Євреїв, що залишалися на окупованих територіях, було зібрано і відвезено в концентраційні табори, що призвело до загибелі 85 відсотків євреїв на окупованих землях. Перед своїм відходом із Балкан в умовах наступу радянських військ німці евакуювали із Бачки і Барані в Австрію від 60 до 70 тис. фольксдойчів. Коли Червона Армія витіснила німців із Бачки і Барані наприкінці 1944 року, над цими областями було відновлено югославський контроль. Меджимур'є і Прекмур'є залишалися окупованими до останніх тижнів війни.

## Демографія
Останній перед окупацією югославський перепис було проведено 1931 року. Цей перепис як первинний критерій використовував мову і радше підраховував усіх носіїв сербохорватської мови як одну групу, ніж виділяв в окремі групи сербів, хорватів, боснійських мусульман, македонців і чорногорців. Для визначення під час перепису 1931 приблизної чисельності сербів і хорватів вчені використовували зіставлення даних про релігійну належність із лінгвістичними даними шляхом зарахування до хорватів тих, які сповідують римо-католицьку віру.
За даними перепису 1931 року на території Бачки і Барані разом проживало 837 742 людини. Серед них було від 275 014 до 283 114 угорців і від 185 458 до 194 908 «фольксдойче». Таким чином, угорці становили близько третини населення цих територій, а «фольксдойче» налічувалося трохи менше ніж чверть. За словами історика доктора Крістіана Унгваря, перепис 1931 року показав, що населення Бачки і Барані включало 150 301 серб і 3 099 хорватів. Це відповідає близько 18 відсоткам сербського населення. Ці цифри значно відрізняються від наданої професором Йозо Томасевичем чисельності об'єднаного сербсько-хорватського населення, що становила 305 917 осіб, а це відповідало 36,5 відсотка населення. Числові дані перепису 1931 для Меджимур'я і Прекмур'я засвідчують, що все населення було 193 640 осіб, з яких 101 467 (52,2 відсотка) становили хорвати, 75 064 (38,7 відсотка) були словенцями і 15 308 (8 відсотків) були угорцями.

## Поділ

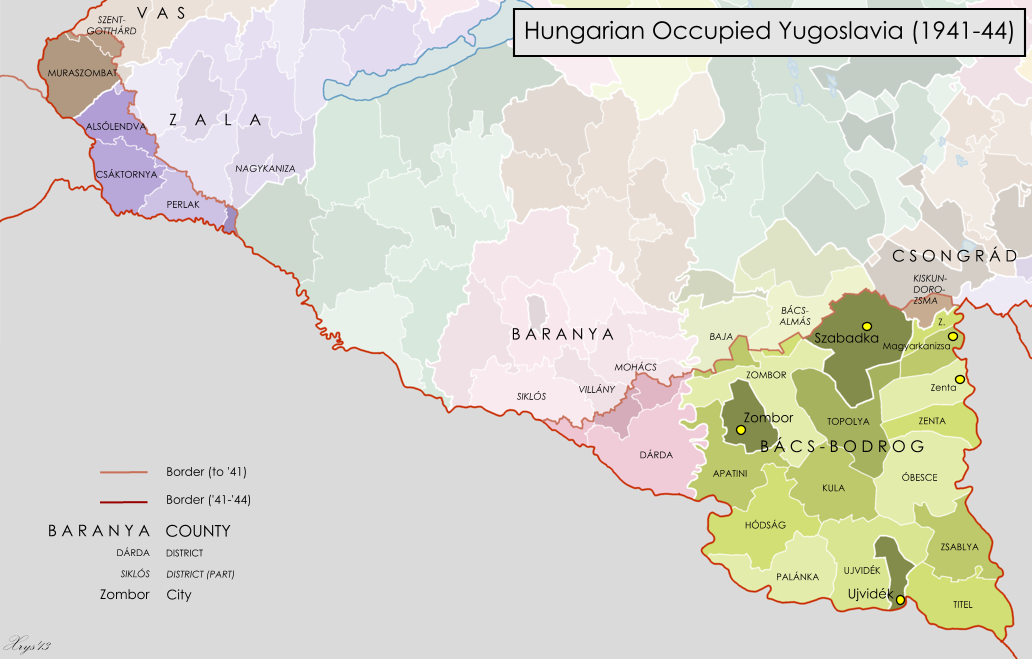
Карта адміністративно-територіального поділу земель Югославії під управлінням Угорщини

Перед війною як Бачка, так і Бараня були частинами Дунайської бановини Югославії. Меджимур'є входило у бановину Хорватію, а Прекмур'є було у складі Дравської бановини. Після вторгнення угорська влада розділила окуповані території між округами (комітатами), до яких відносили ці землі згідно з адміністративним поділом, що існував до 1920 року, коли ці краї належали Угорському королівству. Такими комітатами були Бач-Бодрог, Бараня, Зала і Ваш. Урядовців на цих територіях не стільки обирали, скільки призначали. Комітати далі поділялися на райони, а влада повернула багатьом районам, містам і селищам назви, які використовувалися до 1920 року, а в деяких випадках — назви, що не мали ніякого історичного прецеденту. Деякі приклади такого перейменування по кожному повіту наведено нижче: 
| Назва, яку використовувала угорська влада | Відповідна югославська назва |
| ----------------------------------------- | ---------------------------- |
| Одшаг                                     | Оджаці                       |
| Мадьярканіжа                              | Стара Каніжа                 |
| Обече                                     | Старий Бечей                 |
| Паланка                                   | Бачка-Паланка                |
| Тополя                                    | Бачка-Топола                 |
| Уйвідек                                   | Новий Сад                    |
| Зента                                     | Сента                        |
| Зомбор                                    | Сомбор                       |
| Жабья                                     | Жабаль                       |

| Назва, яку використовувала угорська влада | Відповідна югославська назва |
| ----------------------------------------- | ---------------------------- |
| Бараньявар                                | Бранін Врх                   |

| Назва, яку використовувала угорська влада | Відповідна югославська назва |
| ----------------------------------------- | ---------------------------- |
| Мурасомбат                                | Мурска-Собота                |

| Назва, яку використовувала угорська влада | Відповідна югославська назва |
| ----------------------------------------- | ---------------------------- |
| Алшолендва                                | Лендава                      |
| Чакторня                                  | Чаковець                     |
| Перлак                                    | Прелог                       |

### Книжки
- Abbott, Peter; Thomas, Nigel; Chappell, Mike (1982). Germany's Eastern Front Allies 1941–45, Vol 1. Oxford, Oxfordshire: Osprey Publishing. ISBN 978-0-85045-475-8.
- Bán, András D. (2004). Hungarian–British Diplomacy, 1938–1941: The Attempt to Maintain Relations. London, England: Frank Cass. ISBN 0-7146-5660-7.
- Banac, Ivo (1988). With Stalin against Tito: Cominformist splits in Yugoslav Communism. New York, New York: Cornell University Press. ISBN 978-0-8014-2186-0.
- Biondich, Mark (2008). The Historical Legacy: The Evolution of Interwar Yugoslav Politics. У Cohen, Lenard J.; Dragović-Soso, Jasna (ред.). State Collapse in South-Eastern Europe: New Perspectives on Yugoslavia's Disintegration. West Lafayette, Indiana: Purdue University Press. с. 43—74. ISBN 978-1-55753-460-6.
- Braham, Randolph L. (2000). The Politics of Genocide: The Holocaust in Hungary. Detroit, Michigan: Wayne State University Press. ISBN 978-0-8143-2691-6.
- Coppa, Frank J. (2006). Encyclopedia of Modern Dictators: From Napoleon to the Present. New York, New York: Peter Lang Press. ISBN 978-0-8204-5010-0.
- Cox, John K. (2005). Slovenia: Evolving Loyalties. New York, New York: Routledge. ISBN 978-0-415-27431-9.
- Cseres, Tibor (1991). Vérbosszú a Bácskában [Vendetta in Bácska] (угор.). Budapest, Hungary: Magvető Publications. OCLC 654722739.
- Eberhardt, Piotr (2003). Ethnic Groups and Population Changes in Twentieth-century Central-Eastern Europe: History, Data, and Analysis. Armonk, New York: M.E. Sharpe. ISBN 978-0-7656-1833-7.
- Eby, Cecil D. (2007). Hungary at War: Civilians and Soldiers in World War II. University Park, Pennsylvania: Pennsylvania State University Press. ISBN 978-0-271-03244-3.
- Frank, Tibor (2001). Treaty Revision and Doublespeak: Hungarian Neutrality, 1939–1941. У Wylie, Neville (ред.). European Neutrals and Non-Belligerents During the Second World War. Cambridge, Cambridgeshire: Cambridge University Press. с. 150—191. ISBN 978-0-521-64358-0.
- Granville, Johanna C. (2004). The First Domino: International Decision Making during the Hungarian Crisis of 1956. College Station, Texas: Texas A&M University Press. ISBN 978-1-58544-298-0.
- Janjetović, Zoran (2008). Die Vertreibungen auf dem Territorium des ehemaligen Jogoslawien [The Expulsions from the Territory of the Former Yugoslavia]. У Bingen, Dieter; Borodziej, Włodzimierz; Troebst, Stefan (ред.). Vertreibungen europäisch erinnern? [Do You Remember the European Expulsions?] (нім.). Wiesbaden, Germany: Otto Harrassowitz Verlag. с. 153—157. ISBN 978-0-231-70050-4.
- Jordan, Peter (2009). Geographical Names as part of the Cultural Heritage. Vienna, Austria: Institut für Geographie und Regionalforschung der Universität Wien. ISBN 978-3-900830-67-0.
- Kádár, Gábor; Vági, Zoltán (2004). Self-Financing Genocide: The Gold Train, the Becher Case and the Wealth of Hungarian Jews. Budapest, Hungary: Central European University Press. ISBN 978-963-9241-53-4.
- Klajn, Lajčo (2007). The Past in Present Times: The Yugoslav Saga. Lanham, Maryland: University Press of America. ISBN 978-0-7618-3647-6.
- Kocsis, Károly; Hodosi, Eszter (1998). Ethnic Geography of the Hungarian Minorities in the Carpathian Basin. Budapest, Hungary: Simon Publications LLC. ISBN 978-1-931313-75-9.
- Komjáthy, Anthony Tihamér (1993). Give Peace One More Chance!: Revision of the 1946 Peace Treaty of Paris. Lanham, Maryland: University Press of America. ISBN 978-0-8191-8905-9.
- Kostanick, Huey Louis (1963). The Geopolitics of the Balkans. У Jelavich, Charles; Jelavich, Barbara (ред.). The Balkans in Transition: Essays on the Development of Balkan Life and Politics Since the Eighteenth Century. Berkeley, California: University of California Press. ISBN 978-0-208-01431-3.
- Kroener, Bernhard (2000). Germany and the Second World War: Organization and Mobilization of the German Sphere of Power, Wartime Administration, Economy, and Manpower Resources 1942–1944/5. Т. V/I. New York, New York: Oxford University Press. ISBN 978-0-19-822887-5.
- Lemkin, Raphael (2008). Axis Rule in Occupied Europe. Clark, New Jersey: The Lawbook Exchange. ISBN 978-1-58477-901-8.
- Macartney, Carlile Aylmer (1957). October Fifteenth: A History of Modern Hungary, 1929–1945. Т. 2. Edinburgh, Scotland: Edinburgh University Press. OCLC 298105335.
- Mojzes, Paul (2011). Balkan Genocides: Holocaust and Ethnic Cleansing in the 20th Century. Plymouth, Devon: Rowman and Littlefield Publishers. ISBN 978-1-4422-0663-2.
- Neulen, Hans Werner (2000). In the Skies of Europe: Air Forces Allied to the Luftwaffe 1939–1945. Ramsbury, Wiltshire: The Crowood Press. ISBN 1-86126-799-1.
- Pavlowitch, Stevan K. (2008). Hitler's New Disorder: The Second World War in Yugoslavia. New York, New York: Columbia University Press. ISBN 978-1-85065-895-5.
- Pearson, Raymond (1996). Hungary: A State Truncated, A Nation Dismembered. У Dunn, Seamus; Fraser, Thomas G. (ред.). Europe and Ethnicity: World War 1 and Contemporary Ethnic Conflict. London, England: Psychology Press. с. 88–109. ISBN 978-0-415-11996-2.
- Pogany, Istvan S. (1997). Righting Wrongs in Eastern Europe. Manchester, England: Manchester University Press ND. ISBN 978-0-7190-3042-0.
- Portmann, Michael (2007a). Serbien und Montenegro im zweiten Weltkrieg 1941–1945 [Serbia and Montegro in the Second World War 1941–1945] (нім.). Norderstedt, Germany: GRIN Verlag. ISBN 978-3-638-70869-2.
- Portmann, Michael (2007b). Communist Retaliation and Persecution on Yugoslav Territory During and After WWII (1943–1950). Norderstedt, Germany: GRIN Verlag. ISBN 978-3-638-66048-8.
- Prpa–Jovanović, Branka (2000). The Making of Yugoslavia: 1830–1945. У Udovički, Jasminka; Ridgeway, James (ред.). Burn This House: The Making and Unmaking of Yugoslavia. Durham, North Carolina: Duke University Press. с. 43—63. ISBN 978-0-8223-2590-1.
- Ramet, Sabrina P. (2006). The Three Yugoslavias: State-Building and Legitimation, 1918–2005. Bloomington, Indiana: Indiana University Press. ISBN 978-0-253-34656-8.
- Ronen, Dov; Pelinka, Anton (1997). The Challenge of Ethnic Conflict, Democracy and Self-determination in Central Europe. Portland, Oregon: Frank Cass. ISBN 978-0-7146-4752-4.
- Sajti, Enikő A. (1987). Délvidék, 1941–1944: A magyar kormanyok delszlav politikaja [The Southern Territories, 1941–1944: The Policies of the Hungarian Government towards Yugoslavs] (угор.). Budapest, Hungary: Kossuth Könyvkiadó. ISBN 978-963-09-3078-9.
- Segel, Harold B. (2008). The Columbia Literary History of Eastern Europe since 1945. New York, New York: Columbia University Press. ISBN 978-0-231-13306-7.
- Stallaerts, Robert (2009). Historical Dictionary of Croatia (вид. 3). Lanham, Maryland: Scarecrow Press. ISBN 978-0-8108-6750-5.
- Ther, Philipp; Sundhaussen, Holm (2001). Nationalitätenkonflikte im 20. Jahrhundert: Ursachen von inter-ethnischer Gewalt im Vergleich [Ethnic Conflicts in the 20th Century: Comparisons of the Causes of Inter-Ethnic Violence] (нім.). Wiesbaden, Germany: Otto Harrassowitz Verlag. ISBN 978-3-447-04494-3.
- Thomas, Nigel; Szabo, Laszlo (2008). The Royal Hungarian Army in World War II. Oxford, Oxfordshire: Osprey Publishing. ISBN 978-1-84603-324-7.
- Tomasevich, Jozo (1969). Yugoslavia During the Second World War. У Vucinich, Wayne S. (ред.). Contemporary Yugoslavia: Twenty Years of Socialist Experiment. Berkeley, California: University of California Press. с. 59–118. OCLC 47922.
- Tomasevich, Jozo (2001). War and Revolution in Yugoslavia, 1941–1945: Occupation and Collaboration. Stanford, California: Stanford University Press. ISBN 978-0-8047-3615-2.
- Ungváry, Krisztián (2011). Vojvodina under Hungarian Rule. У Ramet, Sabrina P.; Listhaug, Ola (ред.). Serbia and the Serbs in World War Two. London, England: Palgrave Macmillan. с. 70—89. ISBN 978-0-230-27830-1.
- United States Army (1986) [1953]. The German Campaigns in the Balkans (Spring 1941): A Model of Crisis Planning. Washington, D.C.: United States Army Center of Military History. CMH Pub 104-4.
- Velikonja, Mitja (2003). Religious Separation and Political Intolerance in Bosnia-Herzegovina. College Station, Texas: Texas A&M University Press. ISBN 978-1-58544-226-3.
- Wehler, Hans–Ulrich (1980). Nationalitätenpolitik in Jugoslawien [Nationality Policy in Yugoslavia] (нім.). Göttingen, West Germany: Vandenhoeck & Ruprecht. ISBN 978-3-525-01322-9.
- Wolff, Stefan (2000). German Minorities in Europe: Ethnic Identity and Cultural Belonging. New York, New York: Berghahn Books. ISBN 978-1-57181-738-9.

### Журнали
- Karakaš Obradov, Marica (2012). The Migrations of Hungarian National Group during the Second World War and in the Post-War Period in Croatia. Tokovi Istorije (хор.). Belgrade, Serbia: Institute for Recent History of Serbia (1): 87—105. ISSN 0354-6497.
- Kovačić, Davor (2010). The Međimurje Question in Police Intelligence Relationships of the Independent State of Croatia and the Kingdom of Hungary During the Second World War. Polemos: časopis Za Interdisciplinarna Istraživanja Rata I Mira (хор.). Zagreb: Croatian Sociological Association and Jesenski & Turk Publishing House. XIII (26): 59—78. ISSN 1331-5595.
- Szabó, Miklós (2005). Establishment of the Hungarian Air Force and the Activity of the Hungarian Royal Honvéd Air Force in World War II Respectively (PDF). Nação e Defesa. 3. Póvoa de Santo Adrião, Portugal: Europress. 110: 191—210. ISSN 0870-757X. Архів оригіналу (PDF) за 2 листопада 2014.

### Інтернет-ресурси
- Hungarian president apologizes for crimes. B92. 26 червня 2013. Процитовано 28 листопада 2020.